# Lista de vulcões do Sudão
Esta é uma lista de vulcões ativos e extintos no Sudão.
| Nome                      | Elevação | Elevação | Localização          | Última erupção |
| Nome                      | metros   | pés      | Coordenadas          | Última erupção |
| Campo vulcânico de Bayuda | 670      | 2198     | 18° 20′ N, 32° 45′ L | 850            |
| Jebel Marra               | 3042     | 9978     | 12° 57′ N, 24° 16′ L | 1500 BC        |
| Jebel Umm Arafieb         | -        | -        | 18° 10′ N, 33° 50′ L | Holoceno       |
| Campo vulcânico de Kutum  | -        | -        | 14° 34′ N, 25° 51′ L | Holoceno       |
| Campo vulcânico de Meidob | 2000     | 6562     | 15° 19′ N, 26° 28′ L | 2500 BC        |